# Championnat de France féminin de football 1985-1986
Navigation
Édition précédente Édition suivante
Le Division 1 1985-1986  est la 12e édition du championnat de France féminin de football. Les premiers niveau national du championnat féminin ont un format particulier lors de cette saison, en effet, lors d'une première phase, l'ensemble des équipes de première et deuxième division s'affrontent lors d'une phase commune opposant quarante-huit clubs répartis dans huit groupes de six équipes, en une série de douze rencontres jouées durant la première partie de la saison de football. Les trois meilleures équipes de chaque groupe sont alors qualifiées pour participer à la Division 1 et les trois derniers participent à la Division 2.
Dans un deuxième temps, les équipes participantes au championnat de première division sont réparties en quatre groupes de six équipes qui s'affrontent à deux reprises durant la deuxième moitié de la saison. Les meilleures équipes de chaque groupe se qualifient ensuite pour les demi-finales, avant que les deux meilleures équipes ne s'affrontent lors de la finale du championnat à la fin de la saison.
Lors de l'exercice précédent, l'OS Monaco, le RC Paillade, le FC Loubesien, l'ESTC Poitiers, l'ESOF Saint-André d'Ornay, le CA Lisieux, le FC Baldersheim, l'AS Sault-lès-Rethel, le RC Saint-Étienne et l'US Baume-les-Dames, ont gagné le droit de participer au tournoi préliminaire après avoir remporté leurs compétitions régionales respectives.
À l'issue de la saison, le VGA Saint-Maur décroche le troisième titre de champion de France de son histoire en battant en finale l'ASJ Soyaux sur le score de cinq buts à un. Le FC Baldersheim est quant à lui relégué pour des raisons administratives et financières.

## Participants
Ce tableau présente les quarante-huit équipes qualifiées pour disputer le championnat 1986-1987. On y trouve le nom des clubs, la date de création du club, l'année de la dernière montée au sein de l'élite, la division dans laquelle ils évoluaient auparavant, le nom des stades ainsi que la capacité de ces derniers.
Le championnat comprend six groupes de huit équipes.
Légende des couleurs
- Champion de Division 1 la saison précédente.
- Promu de division inférieure.

| \| AC Cambrésien FCF Condéen FCF Hénin-Beaumont Poissy JSF VGA Saint-Maur Tours EC \| Localisation des clubs engagés dans le groupe A du championnat. |
| AC Cambrésien FCF Condéen FCF Hénin-Beaumont Poissy JSF VGA Saint-Maur Tours EC                                                                       |

| Nom du club        | Date de création | Dernière montée | Division 1984-1985 | Stade                               | Capacité | Vict. |
| ------------------ | ---------------- | --------------- | ------------------ | ----------------------------------- | -------- | ----- |
| FCF Condéen        | 1978             | 1981            | D1                 | Stade Robert Gossart                | -        | /     |
| FCF Hénin-Beaumont | 1972             | -               | D1                 | Stade Octave-Birembaut              | 3 000    | /     |
| Poissy JSF         | -                | 1983            | D1                 | -                                   | -        | /     |
| Tours EC           | -                | 1983            | D1                 | Stade de la Vallée du Cher (Annexe) | -        | /     |
| VGA Saint-Maur     | 1968             | -               | D1                 | Stade Adolphe-Chéron                | -        | 2     |
| AC Cambrésien      | -                | 1985            | D2                 | -                                   | -        | /     |

| \| AS Moulins ASPTT Strasbourg0 FC Lyon FC Metz AS Toussieu FC Baldersheim \| Localisation des clubs engagés dans le groupe B du championnat. |
| AS Moulins ASPTT Strasbourg0 FC Lyon FC Metz AS Toussieu FC Baldersheim                                                                       |

| Nom du club      | Date de création | Dernière montée | Division 1984-1985 | Stade             | Capacité | Vict. |
| ---------------- | ---------------- | --------------- | ------------------ | ----------------- | -------- | ----- |
| AS Moulins       | -                | 1980            | D1                 | -                 | -        | /     |
| ASPTT Strasbourg | -                | 1984            | D1                 | -                 | -        | /     |
| FC Lyon          | 1970             | 1978            | D1                 | Plaine de Gerland | 2 200    | /     |
| FC Metz          | -                | -               | D1                 | -                 | -        | /     |
| AS Toussieu      | 1971             | 1985            | D2                 | -                 | -        | /     |
| FC Baldersheim   | -                | 1985            | Div. Inf.          | -                 | -        | /     |

| \| ASF Muret Caluire SCSC FCF Valence Toulouse OM Toulouse OAC OS Monaco RC Paillade \| Localisation des clubs engagés dans le groupe C du championnat. |
| ASF Muret Caluire SCSC FCF Valence Toulouse OM Toulouse OAC OS Monaco RC Paillade                                                                       |

| Nom du club  | Date de création | Dernière montée | Division 1984-1985 | Stade                   | Capacité | Vict. |
| ------------ | ---------------- | --------------- | ------------------ | ----------------------- | -------- | ----- |
| ASF Muret    | -                | 1980            | D1                 | Stade Clément Ader      | 3 001    | /     |
| Caluire SCSC | 1968             | 1976            | D1                 | Stade Terre des Lièvres | -        | /     |
| FCF Valence  | -                | 1983            | D1                 | -                       | -        | /     |
| Toulouse OM  | -                | 1983            | D1                 | -                       | -        | /     |
| OS Monaco    | -                | 1985            | Div. Inf.          | -                       | -        | /     |
| RC Paillade  | -                | 1985            | Div. Inf.          | Stade Jules Rimet       | -        | /     |

| \| ASJ Soyaux Saint-Brieuc SC Stade quimperois US Montfaucon US Orléans ESTC Poitiers \| Localisation des clubs engagés dans le groupe D du championnat. |
| ASJ Soyaux Saint-Brieuc SC Stade quimperois US Montfaucon US Orléans ESTC Poitiers                                                                       |

| Nom du club      | Date de création | Dernière montée | Division 1984-1985 | Stade                   | Capacité | Vict. |
| ---------------- | ---------------- | --------------- | ------------------ | ----------------------- | -------- | ----- |
| ASJ Soyaux       | 1968             | -               | D1                 | Stade Léo-Lagrange      | 400      | 1     |
| Saint-Brieuc SC  | 1973             | -               | D1                 | Stade Fred-Aubert       | 13 500   | /     |
| Stade quimpérois | 1971             | 1975            | D1                 | Stade de Kerhuel        | 2 040    | /     |
| US Montfaucon    | -                | 1980            | D1                 | Stade du Péché          | -        | /     |
| US Orléans       | -                | 1980            | D1                 | -                       | -        | /     |
| ESTC Poitiers    | 1970             | 1985            | Div. Inf.          | Stade Jean-Luc Gaboreau | -        | /     |

## Compétition

### Tour préliminaire
Le tour préliminaire est composé des quarante-huit équipes de Division 1 et de Division 2 qui sont réparties dans huit groupes de six.
Le classement est calculé avec le barème de points suivant : une victoire vaut deux points, le match nul un et la défaite zéro.
Critères de départage en cas d'égalité au classement :
1. classement aux points des matchs joués entre les clubs ex æquo ;
2. différence entre les buts marqués et les buts concédés par chacun d’eux au cours des matchs qui les ont opposés ;
3. différence entre les buts marqués et les buts concédés sur la totalité des matchs joués dans le championnat ;
4. plus grand nombre de buts marqués sur la totalité des matchs joués dans le championnat ;
5. en cas de nouvelle égalité, une rencontre supplémentaire aura lieu sur terrain neutre avec, éventuellement, l’épreuve des tirs au but.

Légende des couleurs
- Joue le titre de Division 1.
- Joue le titre de Division 2 et la relégation.
- T : Tenant du titre.
- P : Promu de division inférieure.

Source : Erik Garin et Hervé Morard, « France - List of Women Final Tables », sur rsssf.com
| Cls | Équipe                 | Pts |
| --- | ---------------------- | --- |
| 1   | OS Monaco P            | 19  |
| 2   | Caluire SCSC           | 14  |
| 3   | FCF Valence            | 12  |
| 4   | SMUC Saint-Joseph      | 10  |
| 5   | Olympique de Marseille | 4   |
| 6   | UA Valettoise          | 1   |

| Cls | Équipe          | Pts |
| --- | --------------- | --- |
| 1   | ASF Muret       | 17  |
| 2   | RC Paillade P   | 14  |
| 3   | Toulouse OM     | 12  |
| 4   | FC Loubesien P  | 10  |
| 5   | Langon FC       | 5   |
| 6   | ES Arpajonnaise | 2   |

| Cls | Équipe                     | Pts |
| --- | -------------------------- | --- |
| 1   | ESTC Poitiers P            |     |
| 2   | ASJ Soyaux                 |     |
| 3   | US Montfaucon              |     |
| 4   | ASPTT Bordeaux             |     |
| 5   | ASG Saint-Herblain         |     |
| 6   | ESOF Saint-André d'Ornay P |     |

| Cls | Équipe           | Pts |
| --- | ---------------- | --- |
| 1   | Stade quimperois | 18  |
| 2   | Saint-Brieuc SC  | 16  |
| 3   | FCF Condéen      | 12  |
| 4   | FC Bergot        | 8   |
| 5   | CA Lisieux P     | 3   |
| 6   | US Villaines     | 3   |

| Cls | Équipe          | Pts |
| --- | --------------- | --- |
| 1   | Tours EC        | 18  |
| 2   | Poissy JSF      | 14  |
| 3   | US Orléans      | 8   |
| 4   | Paris SG        | 8   |
| 5   | AO Boranaise    | 6   |
| 6   | FCE Le Neubourg | 6   |

| Cls | Équipe             | Pts |
| --- | ------------------ | --- |
| 1   | VGA Saint-Maur T   | 19  |
| 2   | FCF Hénin-Beaumont | 17  |
| 3   | AC Cambrésien      | 11  |
| 4   | FCF Juvisy         | 6   |
| 5   | AS Saint-Quentin   | 4   |
| 6   | AC Abbeville       | 3   |

| Cls | Équipe                | Pts |
| --- | --------------------- | --- |
| 1   | FC Metz               | 14  |
| 2   | ASPTT Strasbourg      | 11  |
| 3   | FC Baldersheim P      | 6   |
| 4   | AS Sault-lès-Rethel P | 3   |
| 5   | FC Vendenheim         | 0   |
| 6   | Stade de Reims        | 0   |

| Cls | Équipe               | Pts |
| --- | -------------------- | --- |
| 1   | FC Lyon              | 14  |
| 2   | AS Moulins           | 13  |
| 3   | AS Toussieu          | 10  |
| 4   | RC Saint-Étienne P   | 9   |
| 5   | AC Gy                | 9   |
| 6   | US Baume-les-Dames P | 5   |

### Tour principal de première division
Pour le tour principal de deuxième division, voir l'article sur la Division 2 1985-1986.
Classement
Le classement est calculé avec le barème de points suivant : une victoire vaut deux points, le match nul un et la défaite zéro.
Critères de départage en cas d'égalité au classement :
1. classement aux points des matchs joués entre les clubs ex æquo ;
2. différence entre les buts marqués et les buts concédés par chacun d’eux au cours des matchs qui les ont opposés ;
3. différence entre les buts marqués et les buts concédés sur la totalité des matchs joués dans le championnat ;
4. plus grand nombre de buts marqués sur la totalité des matchs joués dans le championnat ;
5. en cas de nouvelle égalité, une rencontre supplémentaire aura lieu sur terrain neutre avec, éventuellement, l’épreuve des tirs au but.

Légende des couleurs
- Qualifié pour les demi-finales de la compétition.
- T : Tenant du titre.
- P : Promu de division inférieure.

Source : Erik Garin et Hervé Morard, « France - List of Women Final Tables », sur rsssf.com
| Cls | Équipe             | Pts |
| --- | ------------------ | --- |
| 1   | FCF Hénin-Beaumont | 13  |
| 2   | VGA Saint-Maur T   | 12  |
| 3   | Poissy JSF         | 8   |
| 4   | AC Cambrésien      | 6   |
| 5   | Tours EC           | 4   |
| 6   | FCF Condéen        | 3   |

| Cls | Équipe           | Pts |
| --- | ---------------- | --- |
| 1   | ASPTT Strasbourg | 8   |
| 2   | FC Metz          | 8   |
| 3   | AS Toussieu      | 8   |
| 4   | AS Moulins       | 6   |
| 5   | FC Lyon          | 6   |
| 6   | FC Baldersheim P | 0   |

| Cls | Équipe        | Pts |
| --- | ------------- | --- |
| 1   | OS Monaco P   | 15  |
| 2   | ASF Muret     | 14  |
| 3   | Caluire SCSC  | 11  |
| 4   | FCF Valence   | 5   |
| 5   | Toulouse OM   | 5   |
| 6   | RC Paillade P | 2   |

| Cls | Équipe           | Pts |
| --- | ---------------- | --- |
| 1   | ASJ Soyaux       | 13  |
| 2   | Saint-Brieuc SC  | 12  |
| 3   | US Montfaucon    | 8   |
| 4   | Stade quimperois | 6   |
| 5   | US Orléans       | 5   |
| 6   | ESTC Poitiers P  | 5   |

Résultats

### Phase finale
Les classements précédents étant ceux donné à une journée de la fin du championnat, il y a un décalage entre le leader du groupe A indiqué et l'équipe qualifiée pour la phase finale.
Source : Erik Garin et Hervé Morard, « France - List of Women Final Tables », sur rsssf.com
|  |                |                |            |                  |   |   |  |  |  |  |  |  |          |  |  |  |
|  |                |                |            |                  |   |   |  |  |  |  |  |  |          |  |  |  |
|  |                |                |            |                  |   |   |  |  |  |  |  |  | Mérignac |  |  |  |
|  |                |                |            |                  |   |   |  |  |  |  |  |  |          |  |  |  |
|  |                |                |            |                  |   |   |  |  |  |  |  |  |          |  |  |  |
|  |                |                |            |                  |   |   |  |  |  |  |  |  |          |  |  |  |
|  |                |                |            |                  |   |   |  |  |  |  |  |  |          |  |  |  |
|  | 1er gr.C       | OS Monaco      | 0          | 2                |   |   |  |  |  |  |  |  |          |  |  |  |
|  | 1er gr.C       | OS Monaco      | 0          | 2                |   |   |  |  |  |  |  |  |          |  |  |  |
|  |                |                | 1er gr.A   | VGA Saint-Maur   | 4 | 3 |  |  |  |  |  |  |          |  |  |  |
|  |                |                |            |                  | 4 | 3 |  |  |  |  |  |  |          |  |  |  |
|  |                |                |            |                  |   |   |  |  |  |  |  |  |          |  |  |  |
|  |                |                |            |                  |   |   |  |  |  |  |  |  |          |  |  |  |
|  | VGA Saint-Maur | VGA Saint-Maur | 5          | 5                |   |   |  |  |  |  |  |  |          |  |  |  |
|  | VGA Saint-Maur | VGA Saint-Maur | 5          | 5                |   |   |  |  |  |  |  |  |          |  |  |  |
|  |                |                | ASJ Soyaux | ASJ Soyaux       | 1 | 1 |  |  |  |  |  |  |          |  |  |  |
|  |                |                |            |                  | 1 | 1 |  |  |  |  |  |  |          |  |  |  |
|  |                |                |            |                  |   |   |  |  |  |  |  |  |          |  |  |  |
|  |                |                |            |                  |   |   |  |  |  |  |  |  |          |  |  |  |
|  | 1er gr.D       | ASJ Soyaux     | 3          | 4                |   |   |  |  |  |  |  |  |          |  |  |  |
|  | 1er gr.D       | ASJ Soyaux     | 3          | 4                |   |   |  |  |  |  |  |  |          |  |  |  |
|  |                |                | 1er gr.B   | ASPTT Strasbourg | 2 | 0 |  |  |  |  |  |  |          |  |  |  |
|  |                |                |            |                  | 2 | 0 |  |  |  |  |  |  |          |  |  |  |
|  |                |                |            |                  |   |   |  |  |  |  |  |  |          |  |  |  |
|  |                |                |            |                  |   |   |  |  |  |  |  |  |          |  |  |  |
|  |                |                |            |                  |   |   |  |  |  |  |  |  |          |  |  |  |
|  |                |                |            |                  |   |   |  |  |  |  |  |  |          |  |  |  |

## Bilan de la saison
| Championnat de France féminin de football 1985-1986 |                           |
| Champion                                            | VGA Saint-Maur (3e titre) |
| Dauphin                                             | ASJ Soyaux                |
| Promotions et relégations                           |                           |
| Promus en Division 1                                | FOS Hem                   |
| Promus en Division 1                                | AS Nancy-Lorraine         |
| Promus en Division 1                                | RCF Mâcon                 |
| Promus en Division 1                                | RC Colmar                 |
| Promus en Division 1                                | Grenoble FF               |
| Promus en Division 1                                | AS Saint-Rémy             |
| Promus en Division 1                                | ES Port-la-Nouvelle       |
| Promus en Division 1                                | US Cissé                  |
| Promus en Division 1                                | AC Montricoux             |
| Promus en Division 1                                | ASG Saint-Herblain        |
| Promus en Division 1                                | Milizac Foot              |
| Promus en Division 1                                | AS Pont-de-Ruan           |
| Relégués en Division d'Honneur                      | FC Baldersheim            |